# Route nationale 14bis
La route nationale 14BIS, ou RN 14BIS, était une route nationale française reliant Gisors à Écouis. À la suite de la réforme de 1972, elle a été déclassée en RD 14BIS.

## Histoire
La route de Gisors à Écouis est d'abord classée route départementale par le décret impérial du 7 janvier 1813, sous le nom de route départementale no 3 de Rouen à Gisors par Étrepagny. Ensuite, une ordonnance royale du 8 février 1826 a classé cette route dans le réseau national sous le nom de route nationale 14BIS.

## Ancien tracé de Gisors à Écouis (D 14BIS)
- Gisors 49° 16′ 47,94″ N, 1° 46′ 33,79″ E
- Bézu-Saint-Éloi 49° 17′ 42,51″ N, 1° 42′ 04,73″ E
- Étrépagny 49° 18′ 20,84″ N, 1° 36′ 42,99″ E
- Le Thil 49° 18′ 40,89″ N, 1° 33′ 23,16″ E
- Écouis 49° 18′ 28,8″ N, 1° 26′ 12,81″ E